# شکونتلا ۱۱۶۶
سیارک ۱۱۶۶ (به انگلیسی: 1166 Sakuntala، نامگذاری:1930MA) هزار و صد و شصت و ششمین سیارک کشف شده‌است که در ۲۷ ژوئن ۱۹۳۰ و در رصدخانه سایمیز کشف شد.
قدر مطلق سیارک برابر ۸٫۸۰ است.